# Toxoniella taitensis
Espèce
Toxoniella taitensis est une espèce d'araignées aranéomorphes de la famille des Liocranidae.

## Distribution
Cette espèce est endémique du Kenya. Elle se rencontre dans les monts Taita.

## Description
Le mâle holotype mesure 6,39 mm et la femelle paratype 7,81 mm, les mâles mesurent de 4,54 à 7,38 mm et les femelles de 6,60 à 8,38 mm.

## Étymologie
Son nom d'espèce, composé de tait[a] et du suffixe latin -ensis, « qui vit dans, qui habite », lui a été donné en référence au lieu de sa découverte, les monts Taita.

## Publication originale
- Warui & Jocqué, 2002 : The first Gallieniellidae (Araneae) from eastern Africa. Journal of Arachnology, vol. 30, no 2, p. 307-315 (texte intégral).